# ウクライナ21
ウクライナ21（ウクライナにじゅういち）とは、ウクライナのドニプロペトロウシク州に住む若者らが男性を拷問の末に殺害する顛末を録画したホームビデオの通称である。通称の「21」は、この若者らによって殺害された被害者の人数が21人であるのが由来とされる。このビデオは、犯人たちが殺害映像を販売する予定であったとの証言もあることから、「有史初のスナッフ・フィルムである」とされる。
この殺人事件の犯人たちは「ドネプロペトロフスクの狂人たち」（英語: Dnepropetrovsk maniacs、ウクライナ語: Дніпропетровські маніяки, ロシア語: Днепропетровские маньяки）と呼ばれている。主犯である当時19歳のヴィクトル・イーホロヴィチ・サイェンコ（Víktor Íhorovych Sayénko、ウクライナ語: Віктор Ігорович Саєнко、ロシア語: Виктор Игоревич Саенко、1988年3月1日生まれ）とイーゴル・ヴォロディームィロヴィチ・スプルニューク（Íhor Volodýmyrovych Suprunyúk、ウクライナ語: Ігор Володимирович Супрунюк、ロシア語: Игорь Владимирович Супрунюк、1988年4月20日生まれ）は逮捕され、21件の殺人罪で起訴された。共謀者であるアレクサンドル・アレクサンドロヴィチ・ハンジャー（Aleksándr Aleksándrovych Hanzhá、ウクライナ語: Олександр Олександрович Ганжа、ロシア語: Александр Александрович Ганжа、1988年2月16日生まれ）は武装強盗で起訴された。2009年2月11日、3人の被告全員が有罪判決を受け、サイェンコとスプルニュークには終身刑、ハンジャーには懲役9年が言い渡された。サイェンコとスプルニュークの弁護士は控訴したが、2009年11月にウクライナ最高裁判所で棄却された。

## 概要
ウクライナのドニプロペトロウシク州に住む当時19歳の若者2人が、2007年6月から7月にかけてのわずか1ヶ月程度の間に快楽目的で21人を殺害し、所持していた携帯電話や金品を強奪して質屋で換金した。この常軌を逸した連続強盗殺人事件は外国メディア報道により国際的に「ドネプロペトロフスクの狂人たち（ドネプロペトロフスク・メイニアックス）」と呼ばれている。
犯人らは殺人行為をビデオに録画していたが、2008年末頃に容疑者のパソコンの中にあった幾つかの殺人映像が収められたビデオが流出した。そのうち完全な状態で流出したものが「ウクライナ21」である。流出の時点で犯人らは逮捕・拘禁されており、流出の原因は本人達の手によるものではないと考えられている。

## 犯行
この3人は事件の5年前からいじめっ子に対する恐怖を克服するために、主に誕生日の同じアドルフ・ヒトラーに傾倒していた（ハーケンクロイツを描いたり、ヒトラー風のちょび髭を伸ばしていたこともある）スプルニュークの発案で様々な度胸試しを行っていた。最初はアパートの15階のバルコニーに何時間も立ち続けたり手摺からぶら下がったりする程度だったが、やがて野良犬や野良猫を捕まえてきて暴行を加えた後、近所の樹木の多い場所で木に張り付けて臓器を摘出し写真に撮るようになった。
事件の2年前、スプルニュークがとある少年を殴り倒して奪った自転車をサイェンコに売ったことで2人とも補導された。高校卒業後、サイェンコは製鋼所の警備員となり、ハンジャーはケーキ屋や建設作業などバイトを転々とした。スプルニュークは無職だったが、誕生日に両親から送られた緑色のコンパクトセダンを乗り回していた。そしてこのセダンに行灯を付けて普通のタクシーを装い、他2人と協力して騙された乗客を襲い金品を強奪するようになった。
そうした事もあってか、この事件の被害者はいずれも老人やホームレスや女性や子供などのように、彼らが自分より弱者だと判断した人たちであった。犯行内容は、セダンに乗せた客を適当な所で下ろした後、すれ違いざまに鈍器で頭部を殴打し、アイスピックを目玉や内臓に突き刺し、生きたまま体をいたぶるようにじっくりと損壊するという極めて悪質かつ残忍なものであった。
しかし彼らの強奪した被害者の携帯電話を引き受けた質屋の店主が動作確認のために電源を入れたことで、位置情報記録から質屋が割り出されて捜査が進み、2007年7月23日になって3人の若者が逮捕された。

## 裁判
2008年末になって、快楽殺人を映した動画が動画共有サイト等に流出したことにより、この事件の残虐性を再び世界中に知らしめることとなった。被疑者3人は早々に犯行を認めたものの、主犯格のひとりスプルニュークが再び供述を覆して犯行を否認したため、被疑者らの両親たちによる手厚い弁護もあり裁判は2年間の長期に渡った。
一審は2009年2月11日に終結し、ドニプロペトロウシクの地方裁判所は、主犯格の2人（実行犯のスプルニュークと撮影係のサイェンコ）にはそれぞれ21人と18人の殺人及び、15件の強盗と多数の動物虐待に直接関与したとして終身刑を言い渡し
、残る1人ハンジャーは血液恐怖症等を患っていたため殺人や動物虐待には関与しなかったものの（動物に至っては「火傷させてしまうかも知れない」と飼い猫を風呂に入れるのも嫌がるほど）、強盗罪が適用され懲役9年の判決が下った。
終身刑を宣告された2人は、その後ウクライナ最高裁判所に量刑を不服として上告したものの、ウクライナ最高裁は判決のドニプロペトロウシク地裁への差戻しを行い、同地裁が一審の量刑を変更しなかった事から、同年11月24日に量刑が確定し、同事件の全ての裁判は終結した。
ドニプロペトロウシクの判事は少年達の事件の動機について「病的なまでの自己肯定心の発露」であると評し、当時の世論調査ではドニプロペトロウシク市民の50.3%が量刑が公正である、48.6%は量刑がより重いはずであっただろうと回答した。
ウクライナは2000年2月に死刑制度が廃止されている国であるが、2011年4月の世論調査ではウクライナ国民の60%が本事件のような極めて凶悪な連続殺人に対しては死刑を適用すべきであると回答したという。
2019年4月、共犯者のハンジャーが満期出所。結婚して2人の子供がいることが報道されている。

## 模倣犯
2010年にロシアで彼らの犯罪に刺激されて、同様の凶悪犯罪を犯した少年二人がいる（アカデムゴロドクの狂人たち）。